# Каракуда сантер
Каракудата сантер (Cheimerius nufar) е вид бодлоперка от семейство Sparidae.

## Разпространение и местообитание
Видът е разпространен в Бахрейн, Джибути, Египет, Еритрея, Йемен, Израел, Индия, Йордания, Ирак, Иран, Катар, Кения, Коморски острови, Кувейт, Мавриций, Мадагаскар, Мозамбик, Обединени арабски емирства, Оман, Пакистан, Реюнион, Саудитска Арабия, Сомалия, Судан, Танзания, Шри Ланка и Южна Африка.
Обитава океани, морета и рифове. Среща се на дълбочина от 14 до 300 m, при температура на водата от 17 до 18,5 °C и соленост 35,3 ‰.

## Описание
На дължина достигат до 75 cm.